# Южна Нахани
Саут Нахани (на английски: South Nahanni River) е река в северозападна Канада, Северозападни територии, ляв приток на река Лиард (най-голям приток). Дължината ѝ от 563 km ѝ отрежда 53-то място сред реките на Канада.
Река Саут Нахани извира в подножието на връх Маунт Кристи в плавината Селуин, част от планините Маккензи на 1670 м н.в. Тече само на югоизток и се влива отляво в река Лиард, от системата на река Маккензи, при градчето Нахани Бют, на 142 м н.в.
Близо 3/4 от течението на реката преминава през националния парк „Нахани“, в който образува 4 забележителни каньона и високият 96 м (втори по височина в Канада и 10-и в Северна Америка) водопад Вирджиния (61°36′26″ с. ш. 125°44′12″ з. д. / 61.607222° с. ш. 125.736667° з. д.).
Площта на водосборния басейн на реката е 36 300 km2, който представлява 13,1% от площта на водосборния басейн на река Лиард.
Основните притоци на река Пийс са: леви – Литъл Нахани, Броукън Скул, Джакфиш; десни – Мус, Рабиткетъл, Флат
Многогодишният среден дебит на реката в устието ѝ е 402 m3/s. Максималният отток е през юни и достига до 1287 m3/s, а минималният е през март – 60 m3/s. Подхранването на реката е предимно снегово. От октомври до май реката е скована от ледена покривка.